# Ralph Stanley
Ralph Edmund Stanley (McClure, 25 febbraio 1927 – Matoaca, 23 giugno 2016) è stato un musicista statunitense, conosciuto in ambiente bluegrass come suonatore di banjo.
Appare in Fratello, dove sei?, colonna sonora dell'omonimo film diretto dai fratelli Coen.

## Discografia parziale
- Clinch Mountain Gospel (2001)
- Ralph Stanley (2002)
- Poor Rambler (2003)
- Shine on (2005)
- A Distant Land to Roam (2006)
- Mountain Preacher's Child (2007)
- A Mother's Prayer (2011)
- Old Songs & Ballads (2012)
- Side by Side (2014)